# Große Freimaurerloge „Zur Eintracht“
Die Große Freimaurerloge „Zur Eintracht“ war eine von neun anerkannten deutschen Freimaurer-Großlogen, die bis 1935 im Deutschen Reich existierten. Sie wurde 1844 gegründet und stellte 1933 zwangsweise ihre Arbeit ein. Ihre größte Verbreitung hatte sie 1932 mit 900 Mitgliedern in 10 Logen. Nach 1945 wurde sie nicht wieder reaktiviert.

## Geschichte
Diese christliche deutsche Großloge wurde am 1. Dezember 1844 in Darmstadt gegründet. Die drei Logen Johannes der Evangelist zur Eintracht in Darmstadt, Freunde zur Eintracht in Mainz und Karl zum aufgehenden Lichte in Frankfurt am Main, die ursprünglich dem Eklektischen Bund angehört hatten, trennten sich von diesem, nachdem im Bund 1832 die ursprünglich christlichen Grundsätze aufgegeben worden waren. In den drei genannten Logen wurde an dem christlichen Prinzip festgehalten, so dass die Loge Karl am 2. Juli 1844 aus dem Bund ausgeschlossen wurde.
In ihren Grundsatzpapieren bekennt sich die Großloge zu ihrer Nähe zu den drei altpreußischen Großlogen (Große Landesloge, Große National-Mutterloge, Royal York zur Freundschaft). Verhandlungen über einen Anschluss der drei Logen an die Große Landesloge, die mit Ordensmeister von Donnersmark geführt wurden, blieben allerdings ergebnislos.
Am 27. Februar 1846 erhielt die neue Großloge die Protektion des Großherzogs Ludwig II. von Hessen. Das Gesetzbuch der Großen Freimaurerloge „Zur Eintracht“ gibt folgenden Bundeszweck an:

„Die verbündeten Logen erkennen als unumstößlichen Bundeszweck an: fern von jeden politischen und konfessionell kirchlichen Tendenzen nach den Grundsätzen des Christentums, insbesondere der christlichen Sittenlehre, auf die Veredlung ihrer Mitglieder und Beglückung des Menschengeschlechts hinzuwirken. Sie erblicken in der maurerischen Gleichheit und Freiheit die Grundpfeiler des Bundes und erachten Toleranz für eine Grundpflicht desselben.“

Die gründenden Logen einigten sich darauf, nur die drei ersten Grade der Freimaurerei zu bearbeiten und auf Hochgrade zu verzichten, obwohl die Loge Karl über eine eigene Schottenloge verfügte, in der ein vierter Grad bearbeitet wurde.
Zum ersten Großmeister wählte man Oberappellationsrat Johann Friedrich Lotheisen.
Während der Revolution von 1848 ruhten die Arbeiten der Großloge für ein Jahr.
Am 13. Januar 1859 erließ Großherzog Ludwig III. eine Kabinettsorder, nach der sich die eklektischen Logen in Gießen, Offenbach, Worms und Alzey der Großen Freimaurerloge „Zur Eintracht“ anzuschließen hätten. Der Order wurde entsprochen, aber dies führte in der Folge zu Problemen, da diese vier Logen nicht zur christlichen Freimaurerei gehörten und sich weigerten, ihre Grundsätze zu ändern.
Am 12. Oktober 1873 führten sie ein neues Gesetzbuch ein, das die Große Freimaurerloge praktisch zu einer humanitären Großloge machte und das christliche Prinzip endgültig ablegte.
Im Laufe ihrer Geschichte trat die Großloge insbesondere durch ihren Versuch hervor, eine gemeinsame „Zentralbehörde“ der Großlogen in Deutschland zu schaffen.
Vermutlich erfolgte bereits im Jahre 1933 auf Druck des NS-Staates die Auflösung.

## Bekannte Mitglieder
- Johann Friedrich Lotheisen (1796–1859), Präsident des Hofgerichtes in Darmstadt, Präsident der 2. Kammer des Großherzogtums Hessen, Mitglied im Fünfzigerausschuss und im hessischen Vorparlament.[5]
- Philipp Brand (1833–1914), Reichstagsabgeordneter
- Wilhelm Leuschner (1890–1944), Innenminister des Volksstaates Hessen, Widerstandskämpfer und Opfer des Nationalsozialismus.